# Nyítol
Els nyitos o nyítols són uns éssers mitològics molt petits de l'imaginari popular català que tenen presència en la tradició de diversos municipis de la Terra Alta, el Maestrat, el Millars i també a la comuna italiana de Castellania. Als Països Catalans se'ls coneix amb diverses variants del nom, entre elles llitons, litons o nitons; nitos, nítols o nyetos (sovint, el nom apareix escrit tal com sona en català central: nyitus, nyítuls, etc.).
Es descriuen com a figures pròpies de la revetlla de Sant Joan i de Carnaval que conviuen amb d'altres criatures fantàstiques i que entren pels forats de les orelles humanes per les trompes d'Eustaqui. Quan arriben al cervell, hi roseguen la memòria i produeixen un estat de consciència confosa i atordida. En rosegar la memòria de l'afectat, se li mengen tots els records i li impedeixen alhora crear-ne de nous. El seu equivalent femení són les falugues.